# Samuel de Sousa Leão Gracie
Samuel de Sousa Leão Gracie GCC (Rio de Janeiro, 11 de novembro de 1891 — Rio de Janeiro, 3 de março de 1967) foi um diplomata brasileiro.

## Biografia
Foi ministro interino das Relações Exteriores, de 25 de julho a 12 de dezembro de 1946.
Em 21 de maio de 1949 foi agraciado com a Grã-Cruz da Ordem Militar de Cristo de Portugal.